# Победнице светских првенстава у атлетици у дворани
Победнице светских првенстава у атлетици у дворани за жене су приказане у 13 дисциплине које су тренутно на програму Светских првенстава у атлетици у дворани као и у 2 некадашње атлетске дисциплине које су се појавиле на неким од ранијих игара, али које више нису у програму.